# Acalles
Acalles là một chi bọ cánh cứng thuộc họ Curculionidae. 

## Các loài
Chi này gồm các loài:
- Acalles angusticollis Sharp, 1885
- Acalles callichroma Perkins, 1900
- Acalles carinatus LeConte, 1876
- Acalles chlorolepis Perkins, 1900
- Acalles clavatus (Say, 1831)
- Acalles costifer LeConte, 1884
- Acalles crassulus LeConte, 1876
- Acalles decoratus Blackburn, 1885
- Acalles duplex Sharp, 1885
- Acalles eugeniae Perkins, 1916
- Acalles frater Perkins, 1900
- Acalles granosus LeConte, 1876
- Acalles humeralis Perkins, 1900
- Acalles ignotus Blackburn, 1885
- Acalles indigens Fall, 1907
- Acalles innotabilis Perkins, 1900
- Acalles koae Perkins, 1900
- Acalles lanaiensis Perkins, 1900
- Acalles lateralis Sharp, 1885
- Acalles leptothorax Perkins, 1900
- Acalles mauiensis Blackburn, 1885
- Acalles melanolepis Perkins, 1900
- Acalles minimus Blatchley, 1916
- Acalles monticola Perkins, 1900
- Acalles nigripennis Perkins, 1900
- Acalles oahuensis Perkins, 1900
- Acalles pallidicollis Perkins, 1900
- Acalles porosus Blatchley, 1916
- Acalles pusillissimus Perkins, 1910
- Acalles sablensis Blatchley, 1920
- Acalles subhispidus LeConte, 1878
- Acalles sulcicollis LeConte, 1884
- Acalles sylvosus Blatchley, 1916
- Acalles tuberculatus Perkins, 1900

## Hình ảnh

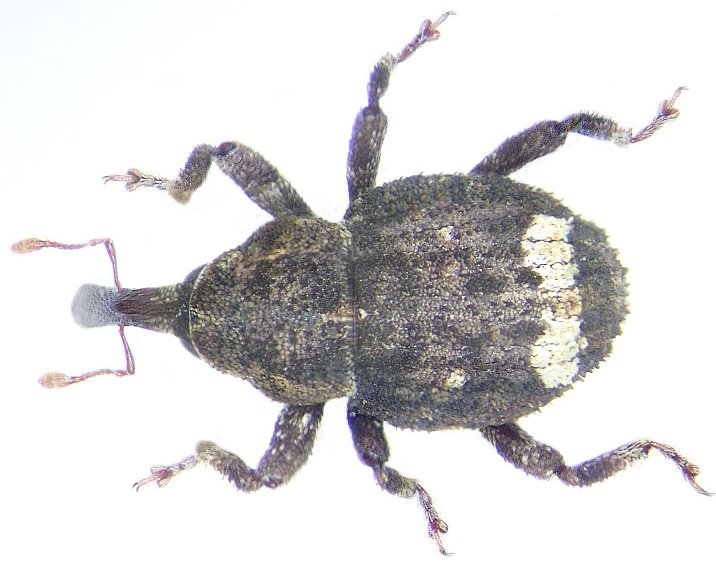
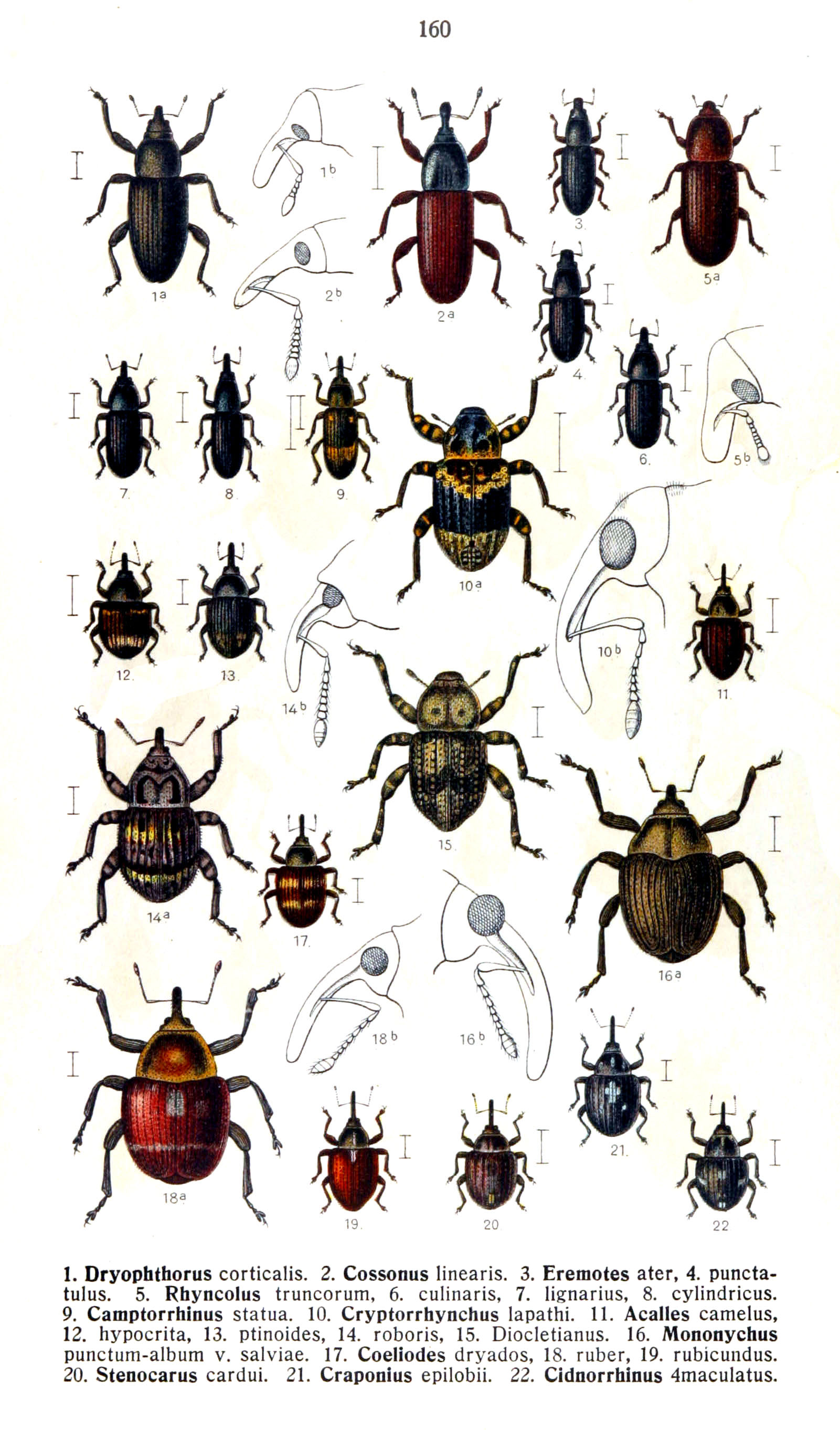